# Огарков, Михаил Андреевич
Михаил Андреевич Огарков (14 октября 1907, Онежский уезд Архангельской губернии - 3 января 1996, Архангельск) - советский государственный и политический деятель, председатель Архангельского областного исполнительного комитета.

## Биография
Родился в деревне Гашковской Онежского уезда Архангельской губернии. С 1925 г. избирался секретарем, председателем Савинского сельсовета Плесецкой волости, секретарь bсполнительного комитета Плесецкого волостного Совета, в 1930-1939 гг. - секретарь Плесецкого, заместитель председателя Коношского, председатель Устьянского райисполкома Архангельской области. Член ВКП(б) с 1929 года. В 1934-1935 гг. слушатель Высших курсов советского строительства при Президиуме ВЦИК.
С апреля 1939 г. по октябрь 1942 г. - председатель Архангельского облисполкома. Первый номинально глава Архангельской области (все его предшественники исполняли обязанности).
В 1942-1944 гг. - первый секретарь Красноборского, в 1944-1947 гг. - первый секретарь Котласского райкомов КПСС. В 1947-1950 гг. на учебе в Высшей партийной школе при ЦК КПСС в Москве. В 1950-1960 гг. - секретарь, заведующий сельскохозяйственным отделом Архангельского обкома КПСС, в 1960-1968 гг. - председатель Архангельского областного совета профсоюзов.
Делегат XXII съезда КПСС. Депутат Верховного Совета СССР 1-го созыва. Избирался депутатом Архангельского областного и городского советов депутатов трудящихся.
С 1968 г. на пенсии. Похоронен в Архангельске на кладбище "Южная Маймакса".
Награжден орденами Трудового Красного Знамени (1966), Красной Звезды (1945), медалями.